# Mike Sanders
Michael Edwin Neil Sanders (født d. 20. juli 1969) er en tidligere amerikansk fribryder og nuværende stand-up-komiker.

## Biografi

### World Championship Wrestling
Mike Sanders debuterede i WCW i 2000 efter at have gennemført træningen på WCW Power Plant. Her fungerede han som en slags leder eller talsmand for Natural Born Thrillers, og med tiden fik han foræret magten som direktør over WCW af Vince Russo, men Ernest Miller var i forvejen direktør, så de to indledte en fejde. Ved WCW Halloween Havoc i 2000 besejrede Sanders Ernest Miller i en Kickboxing match med hjælp fra Shane Douglas for at blive den endelige direktør. Dog vandt Miller magten tilbage, og Sanders forsvandt en stund fra WCW for at forbedre sine skills. 

### World Wrestling Federation
Sanders var en af de personer der blev tilbudt en kontrakt med WWF, da WCW blev opkøbt. Han er en af de få folk som WWF skrev kontrakt med fra WCW, der aldrig nåede at vise sig på TV. I stedet kæmpede han i WWFs udviklingsterritorium, HWA, hvor han vandt tag team titlerne med Lance Cade. Mike Sanders blev fyret i 2002.

### Efter WWE
Efter WWE wrestlede Mike Sanders kort i Total Nonstop Action som medlem af S.E.X., og han wrestlede også for firmaer såsom Ring of Glory, Georgia Championship Wrestling, Universal Championship Wrestling og World Wrestling All-Stars. I dag wrestler han sjældent, men arbejder i stedet som stand-up-komiker. Mike Sanders var en af de personer, der virkelig havde en stor fremtid som wrestler i udsigt, da han inden for kort tid i WCW opnåede stor succes og anerkendelse pga. hans gode verbale skills. Dog blev hans karriere aldrig til mere.